# Hällåskullens naturreservat
Hällåskullens naturreservat är ett naturreservat i Torsby kommun i Värmlands län.
Området är naturskyddat sedan 2024 och är 58 hektar stort. Reservatet ligger söder om Stöllet väster om Klarälven och består av gles gammal tallskog, naturskogsartade granskogar, sumpskogar och öppna myrar.